# Kabinett Özal I
Das Kabinett Özal I war die 45. Regierung der Türkei, die vom 13. Dezember 1983 bis zum 21. Dezember 1987 durch Ministerpräsident Turgut Özal geleitet wurde. Sie war die erste zivile Regierung nach dem Militärputsch vom 12. September 1980 und wurde nach dem Sieg der Mutterlandspartei ANAP (Anavatan Partisi) bei der Wahl vom 6. November 1983 gebildet. Die ANAP gewann auch die Wahl vom 29. Oktober 1987, woraufhin Ministerpräsident Özal am 21. Dezember 1987 das Kabinett Özal II bildete.

## Minister
| Amt                                                                | Name                                        | Partei | Amtszeit |
| ------------------------------------------------------------------ | ------------------------------------------- | --- | --- |
| Ministerpräsident                                                  | Turgut Özal                                 | ANAP | 13. Dezember 1983 – 21. Dezember 1987                                                                             |
| Vize-Ministerpräsident                                             | İsmet Kaya Erdem                            | ANAP | 13. Dezember 1983 – 21. Dezember 1987                                                                             |
| Staatsminister                                                     |                                             | | |
| İsmail Özdağlar Cemal Büyükbaş Vehbi Dinçerler                     | ANAP                                        | 13. Dezember 1983 – 5. Januar 1985 5. Januar 1985 – 13. September 1985 13. September 1985 – 21. Dezember 1987 | |
| Ahmet Kurtcebe Alptemoçin Ahmet Karaevli                           | ANAP                                        | 13. Dezember 1983 – 26. Oktober 1984 26. Oktober 1984 – 21. Dezember 1987                                     | |
| Sudi Türel Tınaz Titiz                                             | ANAP                                        | 13. Dezember 1983 – 5. Januar 1985 5. Januar 1985 – 21. Dezember 1987                                         | |
| Mesut Yılmaz Hasan Celal Güzel                                     | ANAP                                        | 13. Dezember 1983 – 17. Oktober 1986 17. Oktober 1986 – 21. Dezember 1987                                     | |
| Abdullah Tenekeci                                                  | ANAP                                        | 13. Dezember 1983 – 21. Dezember 1987                                                                         | |
| Kazım Oksay                                                        | ANAP                                        | 13. Dezember 1983 – 21. Dezember 1987                                                                         | |
| Ali Bozer                                                          | ANAP                                        | 13. Dezember 1983 – 21. Dezember 1987                                                                         | |
| Justizminister                                                     | Nejat Eldem Oltan Sungurlu Halil Ertem      | ANAP Parteilos                                                                                                | 13. Dezember 1983 – 17. Oktober 1986 17. Oktober 1986 – 16. September 1987 16. September 1987 – 21. Dezember 1987 |
| Verteidigungsminister                                              | Zeki Yavuztürk                              | ANAP | 13. Dezember 1983 – 21. Dezember 1987                                                                             |
| Innenminister                                                      | Ali Tanrıyar Yıldırım Akbulut Ahmet Selçulk | ANAP Parteilos                                                                                                | 13. Dezember 1983 – 26. Oktober 1984 26. Oktober 1984 – 6. September 1987 16. September 1987 – 21. Dezember 1987  |
| Außenminister                                                      | Vahit Melih Halefoğlu                       | ANAP | 13. Dezember 1983 – 21. Dezember 1987                                                                             |
| Minister für Finanzen und Zölle                                    | Vural Arıkan Ahmet Kurtcebe Alptemoçin      | ANAP | 13. Dezember 1983 – 26. Oktober 1984 26. Oktober 1984 – 21. Dezember 1987                                         |
| Bildungsminister                                                   | Vehbi Dinçerler Metin Emiroğlu              | ANAP | 13. Dezember 1983 – 13. September 1985 13. September 1985 – 21. Dezember 1987                                     |
| Minister für öffentliche Arbeiten                                  | Safa Giray                                  | ANAP | 13. Dezember 1983 – 21. Dezember 1987                                                                             |
| Minister für Gesundheit und Sozialhilfe                            | Mehmet Aydın Mustafa Kalemli                | ANAP | 13. Dezember 1983 – 17. Oktober 1986 17. Oktober 1986 – 21. Dezember 1987                                         |
| Minister für Landwirtschaft, Forsten und dörfliche Angelegenheiten | Hüsnü Doğan                                 | ANAP | 13. Dezember 1983 – 21. Dezember 1987                                                                             |
| Verkehrsminister                                                   | Veysel Atasoy İhsan Pekel                   | ANAP Parteilos                                                                                                | 13. Dezember 1983 – 16. September 1987 16. September 1987 – 21. Dezember 1987                                     |
| Minister für Arbeit und soziale Sicherheit                         | Mustafa Kalemli Mükerrem Taşçıoğlu          | ANAP | 13. Dezember 1983 – 17. Oktober 1986 17. Oktober 1986 – 21. Dezember 1987                                         |
| Minister für Industrie und Handel                                  | Cahit Aral                                  | ANAP | 13. Dezember 1983 – 21. Dezember 1987                                                                             |
| Minister für Kultur und Tourismus                                  | Mükerrem Taşçıoğlu Mesut Yılmaz             | ANAP | 13. Dezember 1983 – 17. Oktober 1986 17. Oktober 1986 – 21. Dezember 1987                                         |
| Minister für Energie und natürliche Ressourcen                     | Cemal Büyükbaş Sudi Türel                   | ANAP | 13. Dezember 1983 – 5. Januar 1985 5. Januar 1985 – 21. Dezember 1987                                             |